# Kriszcina Szjarhejevna Cimanovszkaja
Kriszcina Szjarhejevna Cimanovszkaja (cirill betűkkel: Крысціна Сяргееўна Ціманоўская; Klimavicsi, 1996. november 19.) belarusz születésű, lengyel színekben versenyző atléta, rövidtávfutó. 2015-ben volt először a belarusz atlétikai válogatott tagja. A 2017-es U23-as atlétikai Európa-bajnokságon 100 m-es síkfutásban ezüstérmet, a 2019. évi nyári universiadén 200 m-es síkfutásban aranyérmet, a 2019-es Európa játékokon csapatban ezüstérmet szerzett.
A belarusz olimpiai csapat tagjaként résztvevője volt a 2020-as tokiói olimpiai játékoknak, amelyen eredetileg a 100 m-es és a 200 m-es síkfutás versenyszámokban nevezték. A 100 m-es síkfutásban 4. helyen végzett.  2021. június 30-án azzal vádolta meg a Belarusz Olimpiai Bizottságot, hogy akarata ellenére nevezték a női 4×400-es váltófutásra. Ezt követően a Belarusz Olimpiai Bizottság visszavonta nevezését a 200 m-es síkfutásra és haza akarták küldeni Belaruszba. 2021. augusztus 1-jén a belarusz csapat olimpiai csapat képviselői Cimanovszkaját a tokiói Haneda nemzetközi repülőtérre szállították, hogy hazautazzon Belaruszba. Cimanovszkaja a repülőtéren megtagadta a beszállást a repülőgépbe. Cimanovzskaja humanitárius vízumot kapott, amellyel bécsi átszállással Varsóba utazott, ahol augusztus 2-án politikai menedékjogot kapott. A történtek után a Nemzetközi Olimpiai Bizottság visszavonta az esetben érintett két belarusz edző akkreditációját és el kellett hagyniuk az olimpiai játékok helyszínét.
2022-ben lengyel állampolgárságot kapott.